# Coupe de Tunisie de football 1971-1972
Navigation
Coupe de Tunisie 1970-1971 Coupe de Tunisie 1972-1973
La Coupe de Tunisie de football 1971-1972 est la 17e édition de la coupe de Tunisie depuis 1956, et la 42e au total. Elle est organisée par la Fédération tunisienne de football (FTF).
Le Club africain, qui a échoué l'année précédente à conserver la coupe remportée quatre fois de suite, revient en force et remporte sa cinquième coupe en six ans (la sixième en huit ans). Dans le même temps, ils ne sont plus que quatre joueurs à avoir remporté les six coupes : Sadok Sassi (Attouga), Taoufik Klibi, Abderrahmane Rahmouni et Tahar Chaïbi.

## Résultats

### Troisième tour
- Union sportive tunisienne - NPK Sports de Sfax : 3 - 0
- Sporting Club de Ben Arous - Aigle sportif de Téboulba : 3 - 0
- Espoir sportif de Hammam Sousse - Football Club de Jérissa : 2 - 1
- Étoile sportive khmirienne (Aïn Draham) - Jendouba Sports : 1 - 2
- Étoile olympique La Goulette Kram - Association sportive de Djerba : 0 - 0 (EOGK qualifiée au premier corner[1])
- Association sportive de l'Ariana - Olympique du Kef : 2 - 1
- Stade africain de Menzel Bourguiba - Éclair sportif d'Ebba-Ksour : 4 - 1
- Étoile sportive de Métlaoui - Patriote de Sousse : 0 - 0 (ESM qualifié aux corners)
- Club sportif de Hammam Lif - Association sportive de Ghardimaou :  9 - 0
- Stade gabésien - Sogitex sportif de Ksar Hellal : 4 - 3
- Association Mégrine Sport - Stade soussien : 4 - 3
- Jeunesse sportive kairouanaise - Chihab sportif de Ouerdanine : 4 - 0

Autres qualifiés :
- El Gawafel sportives de Gafsa-Ksar
- Étoile sportive de Radès
- Espérance sportive de Zarzis
- STIR sportive de Bizerte
- Avenir sportif de Kasserine

### Seizièmes de finale
Trente équipes participent à ce tour, les 17 qualifiés du tour précédent et treize clubs de la division nationale.
| Date            | Équipe 1                           | Équipe 2                           | Score 90'                                        |
| --------------- | ---------------------------------- | ---------------------------------- | ------------------------------------------------ |
| 9 janvier 1972  | Club sportif des cheminots         | El Makarem de Mahdia               | 1 - 0                                            |
| 9 janvier 1972  | Sfax railway sport                 | Union sportive tunisienne          | 3 - 2                                            |
| 9 janvier 1972  | Sporting Club de Ben Arous         | STIR sportive de Bizerte           | 3 - 1                                            |
| 9 janvier 1972  | Club athlétique bizertin           | Jeunesse sportive kairouanaise     | 2 - 1                                            |
| 9 janvier 1972  | Avenir sportif de La Marsa         | Espoir sportif de Hammam Sousse    | 3 - 0                                            |
| 9 janvier 1972  | Stade tunisien                     | Jendouba Sports                    | 1 - 0                                            |
| 9 janvier 1972  | Club sportif sfaxien               | -                                  | Qualifié d'office en tant que détenteur du titre |
| 9 janvier 1972  | Club africain                      | Association sportive de l'Ariana   | 5 - 0                                            |
| 9 janvier 1972  | Étoile sportive du Sahel           | Avenir sportif de Kasserine        | 7 - 1                                            |
| 21 janvier 1971 | Espérance sportive de Tunis        | El Gawafel sportives de Gafsa-Ksar | 3 - 1                                            |
| 9 janvier 1972  | Stade africain de Menzel Bourguiba | Union sportive monastirienne       | 2 - 1                                            |
| 9 janvier 1972  | Association Mégrine Sport          | Espérance sportive de Zarzis       | 1 - 0                                            |
| 9 janvier 1972  | Union sportive maghrébine          | Stade sportif sfaxien              | 2 - 1                                            |
| 9 janvier 1972  | Étoile olympique La Goulette Kram  | Étoile sportive de Radès           | 3 - 1                                            |
| 9 janvier 1972  | Étoile sportive de Métlaoui        | Club sportif de Hammam Lif         | 2 - 1                                            |
| 9 janvier 1972  | Club olympique des transports      | Stade gabésien                     | 2 - 1                                            |

### Huitièmes de finale
| Date            | Équipe 1                      | Équipe 2                           | Score 90' |
| --------------- | ----------------------------- | ---------------------------------- | --------- |
| 6 février 1972  | Étoile sportive de Métlaoui   | Union sportive maghrébine          | 2 - 1     |
| 6 février 1972  | Espérance sportive de Tunis   | Club sportif sfaxien               | 3 - 1     |
| 6 février 1972  | Sfax railway sport            | Club africain                      | 0 - 4     |
| 6 février 1972  | Étoile sportive du Sahel      | Stade africain de Menzel Bourguiba | 2 - 1     |
| 6 février 1972  | Stade tunisien                | Club athlétique bizertin           | 2 - 1     |
| 6 février 1972  | Avenir sportif de La Marsa    | Club sportif des cheminots         | 2 - 2     |
| 11 février 1972 | Club sportif des cheminots    | Avenir sportif de La Marsa         | 2 - 1     |
| 6 février 1972  | Sporting Club de Ben Arous    | Association Mégrine Sport          | 1 - 1     |
| 11 février 1972 | Association Mégrine Sport     | Sporting Club de Ben Arous         | 3 - 0     |
| 6 février 1972  | Club olympique des transports | Étoile olympique La Goulette Kram  | 3 - 0     |

### Quarts de finale
| Date         | Équipe 1                    | Équipe 2                      | Score 90' |
| ------------ | --------------------------- | ----------------------------- | --------- |
| 11 juin 1972 | Club sportif des cheminots  | Association Mégrine Sport     | 3 - 1     |
| 11 juin 1972 | Étoile sportive du Sahel    | Club africain                 | 1 - 1     |
| 18 juin 1972 | Club africain               | Étoile sportive du Sahel      | 1 - 0     |
| 11 juin 1972 | Stade tunisien              | Étoile sportive de Métlaoui   | 4 - 0     |
| 11 juin 1972 | Espérance sportive de Tunis | Club olympique des transports | 1 - 0     |

### Demi-finales
| Date           | Équipe 1       | Équipe 2                    | Score 90'                 |
| -------------- | -------------- | --------------------------- | ------------------------- |
| 25 juin 1972   | Club africain  | Club sportif des cheminots  | 4 - 4                     |
| 2 juillet 1972 | Club africain  | Club sportif des cheminots  | 0 - 0 (7 - 3 aux corners) |
| 25 juin 1972   | Stade tunisien | Espérance sportive de Tunis | 1 - 0                     |

### Finale
| Date           | Équipe 1      | Équipe 2       | Score 90' | Score 120' |
| -------------- | ------------- | -------------- | --------- | ---------- |
| 9 juillet 1972 | Club africain | Stade tunisien | 0 - 0     | 1 - 0      |

Le but de la finale est marqué par Moncef Khouini à la 92e minute. Le match est arbitré par un trio italien composé de Francesco Francescon, Andrea Ludovico et Andrea Lungo.
- Formation du Club africain (entraîneur : Jamel Eddine Bouabsa[2]) : Sadok Sassi (Attouga), Ahmed Zitouni, Taoufik Klibi, Ali Retima, Jalloul Chaoua (puis Hamza Mrad), Ezzedine Belhassine, Mohsen Toujani, Abderrahmane Rahmouni (puis Tahar Zidi), Tahar Chaïbi, Moncef Khouini et Abderrahmane Nasri
- Formation du Stade tunisien (entraîneur : Ammar Nahali) : Abdallah Trabelsi, Taoufik Skhiri, Ahmed Ezzine, Noureddine Rezgui, Ahmed Mghirbi, Ezzedine Bezdah, Moncef Ben Hmida (puis Noureddine Baccar), Noureddine Ben Arfa, Naceur Kerrit (puis Néjib Limam), Daniel Ebomoua et Moncef Zarrouk

## Meilleurs buteurs
Moncef Khouini (Club africain) est le meilleur buteur de l'édition avec sept buts, suivi de quatre joueurs qui ont marqué chacun quatre buts : Kaïs Mhenni (Mégrine), Abderrahmane Nasri (CA), le Congolais Daniel Ebomoua (ST) et Mohamed Marsaoui (CSC).